# انگشت‌دراز دریاکنار
انگشت‌دراز دریاکنار (نام علمی: Bavayia crassicollis) نام یک گونه از سرده گکوهای کالدونیای جدید است.